# Éloi Labarre
Étienne Éloi Labarre est un architecte français né en 1764 à Chiry-Ourscamp (Oise), et mort en 1833, à Vitry-sur-Seine.
Il donne les plans de la colonne de la Grande Armée à Wimille, élevée en 1804 sur l'ordre de Napoléon Ier. De 1825 à 1827, il construit le théâtre Monsigny de Boulogne-sur-Mer (détruit dans un incendie en 1854, reconstruit au même endroit en 1860).
Second grand prix de Rome en architecture en 1797.
Il est chargé d'achever le Palais Brongniart entre 1813 et 1826, après la mort d'Alexandre-Théodore Brongniart.